# Inverkip
Inverkip är en ort i Storbritannien.   Den ligger i kommunen Inverclyde och riksdelen Skottland, i den nordvästra delen av landet, 600 km nordväst om huvudstaden London. Inverkip ligger 9 meter över havet och antalet invånare är 1 733.
Terrängen runt Inverkip är huvudsakligen kuperad, men åt sydväst är den platt. Havet är nära Inverkip åt nordväst. Runt Inverkip är det ganska tätbefolkat, med 54 invånare per kvadratkilometer. Närmaste större samhälle är Greenock, 8,1 km nordost om Inverkip. Trakten runt Inverkip består i huvudsak av gräsmarker.